# Discosea
Discosea o Flabellinea es una clase de protistas del filo Amoebozoa encontradas en agua dulce, suelo y en ambientes marinos. Comprende aquellas amebas que durante la locomoción se aplanan tomando la forma de disco y exhiben un flujo citoplasmático poliaxial, esto es, sin un eje central definido. Nunca producen seudópodos cilíndricos ni alteran su forma locomotiva. Esto los distingue del otro grupo de amebas lobosas, Tubulinea. En la mayoría de los casos, los movimientos celulares se realizan como un todo, sin seudópodos separados. Pueden emitir subseudópodos de diferentes formas (seudópodos secundarios perfectamente definidos que no están implicados directamente en la locomoción). Son amebas desnudas que carecen de características distintivas como testas o tecas, aunque pueden tener una cubierta celular. Tampoco presentan flagelos en ninguna etapa de su ciclo vital. 
Incluye el género Acanthamoeba, que es importante en medicina porque causa encefalitis y queratitis amébica, Balamuthia mandrillaris, una ameba de vida libre causante de amebiasis en seres humanos, y Thecamoeba, que a pesar de su nombre carece de teca.

## Clasificación
Discosea comprende dos subclases:
- Flabellinia. Incluye amebas aplanadas, por lo general en forma de abanico, discoide o triangular irregular, nunca con subseudopodia puntiaguda. Las células carecen de centrosomas.

- Longamoebia. Comprende amebas aplanadas de cuerpo alargado (de ahí el nombre) y con subseudopodia puntiaguda. Las células de uno de los órdenes presenta centrosomas.

La unidad del grupo se sustenta principalmente en árboles moleculares. El término Discosea fue introducido por Cavalier-Smith et al. (2004), mientras que Flabellinea, actualmente restringido a una subclase, fue introducido por Smirnov et al. (2005).

## Galería

Cochliopodium obscurum (Himatismenida)